# Gaiola de Faraday

Um campo elétrico externo faz com que as cargas se rearranjem, cancelando o campo interno.

Gaiola de Faraday foi um experimento conduzido por Michael Faraday em 1836 para demonstrar que uma malha condutora eletrizada possui campo elétrico nulo em seu interior, dado que as cargas se distribuem de forma homogênea na parte mais externa da superfície condutora (o que é fácil de provar com a Lei de Gauss, dado que cargas externas a um determinado volume não contribuem para seu campo elétrico ). Quando esse bloqueador de campos eletromagnéticos é formado por uma superfície contínua de material condutor, ele também pode ser denominado de Escudo de Faraday. A gaiola de Faraday opera devido a um campo elétrico externo que leva as cargas elétricas dentro do material condutor da gaiola a serem distribuídas de modo a cancelar o efeito do campo no interior da gaiola. Esse fenômeno é utilizado para proteger equipamentos eletrônicos sensíveis a interferências eletromagnéticas externas, além de ser útil para a proteção de pessoas e equipamentos contra correntes elétricas - como relâmpagos e descargas eletrostáticas artificiais -, uma vez que a corrente é conduzida ao redor do espaço fechado sem que nele adentre.
As gaiolas de Faraday são incapazes de bloquear campos magnéticos estáveis ou de variação lenta, como o campo magnético da Terra (uma bússola ainda funcionará dentro dela). Em grande medida, todavia, eles protegem o interior da radiação eletromagnética externa se o condutor for robusto o suficiente e quaisquer orifícios forem significativamente menores que o comprimento de onda da radiação.

A recepção ou transmissão de ondas de rádio, uma forma de radiação eletromagnética, de ou para uma antena dentro de uma gaiola de Faraday é fortemente atenuada ou bloqueada pela gaiola. Entretanto, uma gaiola de Faraday tem atenuação variada dependendo da forma da onda, frequência ou distância do receptor/transmissor e da potência do receptor/transmissor. Transmissões de frequência de campo próximo e de alta potência, como HF RFID (High Frequency Radio Frequency Identification), são mais propensas a penetrar. Os Escudos de Faraday geralmente atenuam os campos em uma faixa mais ampla de frequências do que as gaiolas.

## História
Em 1836, Michael Faraday observou que a carga excedente em um condutor carregado residia somente em seu exterior e não teve nenhuma influência em qualquer coisa em seu interior. Para demonstrar esse fato, ele construiu uma sala revestida com folha metálica e permitiu altas descargas de alta tensão de um gerador eletrostático para atingir o exterior da sala. Ele usou um eletroscópio para mostrar que não havia carga elétrica presente no interior das paredes da sala.
Embora este efeito da gaiola tenha sido atribuído aos experimentos famosos do balde do gelo de Michael Faraday executados em 1843, era Benjamin Franklin em 1755 que observou o efeito abaixando uma esfera da cortiça descarregada em uma linha de seda através de uma abertura em uma lata metálica carregada eletricamente. Em suas palavras, "a cortiça não era atraída para o interior da lata, como teria sido para o exterior, e embora tenha tocado o fundo, ainda quando extraído não foi encontrado para ser eletrificado (carregado) por esse toque, como teria sido tocando o exterior. O fato é singular. Franklin descobriu o comportamento do que hoje chamamos de gaiola ou escudo de Faraday (baseado nos experimentos posteriores de Faraday, que duplicaram a cortiça e lata de Franklin).  Além disso, Giovanni Battista Beccaria descobriu esse efeito muito tempo antes de Faraday também.

## Condutores metálicos
Devido a alta eletropositividade característica dos elementos metálicos, os elétrons mais externos (elétrons da camada de valência) dos átomos metálicos estão pouco ligados ao núcleo atômico. Essa característica dos átomos metálicos confere aos elétrons mais externos maior mobilidade, permitindo-os de translocar por toda a extensão da substância (ou liga) metálica, condição comumente chamada de “mar de elétrons” na qual os núcleos atômicos positivos estão envoltos por uma nuvem eletrônica - também chamada de orbital -  de elétrons deslocalizados, caracterizando a um tipo peculiar de atração atômico denominada Ligação metálica.
Para contextualizar as propriedades eletrônicas é importante sintetizar o conceito de orbitais. Os orbitais atômicos são designados para se referir a propriedades particulares dos elétrons. Os números quânticos - níveis de energia dos elétrons em relação à distância do núcleo atômico - demonstram as características próprias dos elétrons, apontando onde há a probabilidade de se encontrarem. Vale ressaltar que pelo princípio da incerteza, existe uma impossibilidade de estimar, ao mesmo tempo, a velocidade e a posição do elétron, assim, a estimação só vale para uma probabilidade. Uma outra relação é que, em orbitais, não é possível a permanência de mais de dois elétrons, por conta de seus spins (“rotações”) que geram - segundo teorias - magnetismo, havendo, assim, oposição com elétrons de mesmo spin/carga. Para os metais, vale essa relação, que, por conta de suas características eletrônicas, têm maneiras próprias de se encontrarem. De acordo com a posição de seus orbitais, quando há uma liga metálica, alguns orbitais atômicos permanecem sem elétrons, por conta do “mar de elétrons” das ligações metálicas, supracitados, presentes em outros orbitais; o que, depois de uma descarga elétrica, possibilita o fluxo de elétrons nos orbitais não preenchidos, conferindo, assim, as seguintes propriedades metálicas.
Essas interações eletrostáticas não-direcionadas conferem aos metais características peculiares, como: alto ponto de fusão, grande reflexibilidade, alto coeficiente de transmissão térmica (bons condutores de calor), resistência à fraturas mediante a deformações - que permite os metais formarem filamentos por processos de extrusão e de trefilação (ductilidade) e lâminas por processos de compressão (maleabilidade) - , alta densidade e a alta condutibilidade elétrica. É graças a esta última característica, aliada pela alta mobilidade os elétrons constituintes  da nuvem eletrônica que permite a blindagem eletrostática característica da Gaiola de Faraday. Quando aplicada uma corrente elétrica sobre uma casca metálica (como uma Gaiola de Faraday), a repulsão entre os elétrons garante a distribuição das cargas sobre a periferia do corpo condutor, ou seja, as cargas ficam distribuídas sobre a superfície do corpo metálico, sem afetar seu interior (região onde se forma uma blindagem elétrica, produzindo um campo elétrico nulo no interior da casca metálica).
Uma explicação mais aprofundada parte da exigência de que os orbitais moleculares sejam formados por 2 átomos que interagem entre si, formando, nesse caso, dois orbitais moleculares. Dentro desses orbitais, têm-se os orbitais ligantes, os não-ligantes e os orbitais antiligantes. Os orbitais não-ligantes são os orbitais que estão vazios, e esses são os chamados orbitais de valência – das bandas de valência. Assim, têm-se uma nuvem eletrônica, em que os elétrons têm a probabilidade de se encontrarem nesses locais. Ademais, vale ressaltar que não necessariamente os elétrons que compõem o átomo preenchem todos os orbitais presentes no átomo; então, consequentemente, sempre haverá orbitais vazios. Além disso, essas bandas de valência, para uma camada superior – bandas de condução - funcionam como condutores.
As ligações metálicas, por sua vez, sempre dependem de uma simetria, de uma energia e de uma conformação estável - ou seja, os átomos de um elemento metálico só estão ligados aos átomos de um outro elemento metálico por orbitais ligantes (que detém características necessárias para a ligação), e esses orbitais ligantes necessitam de simetria, energia e conformações similares. Para esse tipo de ligação, pouca energia é necessária para mover um elétron de uma banda para outra, logo os elétrons acabam ficam livres para se moverem pelo meio dessas cavidades (distinção entre as camadas de valência e de condução, que ficam parcialmente preenchidas, determinadas pela concentração dos níveis de energia) potencializando, assim, sua formação condutora.

Então, colocando a gaiola como um paralelepípedo- por exemplo - simetricamente, ela terá todos os orbitais não-ligantes, de todos os átomos que compõe a barra de metal, virados para o mesmo lado, por conta da característica dos orbitais de abrigarem orbitais vazios. Portanto, quando há um choque elétrico na gaiola de Faraday, os elétrons não penetram a gaiola, pois percorrem as bandas de condução (que são acima das camadas de valência dos átomos) – que, também, pertencem aos orbitais não-ligantes, que estão na camada externa da gaiola - fazendo, assim, a blindagem eletrostática. Além disso, como essas bandas não são de uma escala métrica - ou seja, estão presentes numa escala atômica (não ocupam muito espaço) - os elétrons conseguem percorrer essas camadas livremente - regendo, por conseguinte, a condutividade do elemento, e da ligação.